# Окара (округ)
Окара (урду ضلع اوکاڑہ‎, англ. Okara District) — один из 36 округов пакистанской провинции Пенджаб. Административный центр — город Окара.

## География
Площадь округа — 4 377 км². На севере граничит с округами Нанкана-Сахиб и Касур, на северо-западе — с округом Фейсалабад, на западе — с округом Сахивал, на юге — с округами Пакпаттан и Бахавалпур, на востоке — с территорией Индии.

## Административно-территориальное деление
Округ делится на три техсила:
- Депалпур
- Окара
- Ренала-Хурд

и 114 союзных территорий.

## Население
По данным переписи 1998 года, население округа составляло 2 232 992 человека, из которых мужчины составляли 52,28 %, женщины — соответственно 47,72 %. Уровень грамотности населения (от 10 лет и старше) составлял 37,8 %. Уровень урбанизации — 23,04 %. Средняя плотность населения — 510,2 чел./км².
В религиозном составе населения преобладают мусульмане.